# 歩兵第65連隊
歩兵第65連隊（ほへいだい65れんたい、歩兵第六十五聯隊）は、大日本帝国陸軍の連隊のひとつ。

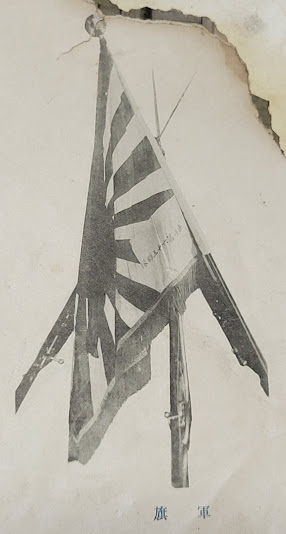
65連隊軍旗　(大正6年)

## 沿革
- 1907年（明治40年）

10月22日 - 歩兵第29連隊および第4連隊において編成業務を開始。
11月1日 - 歩兵第29連隊内に設置。
- 1908年（明治41年）

5月9日 - 宮城野練兵場にて軍旗拝受
- 1909年（明治42年）末 - 石原莞爾が山形の歩兵第32連隊から少尉任官とともに転任
- 1910年（明治43年）4月 - 韓国駐剳、龍山に駐屯
- 1915年（大正4年） - 石原莞爾が陸軍大学校入学のため転出
- 1925年（大正14年）5月1日 - 宇垣軍縮により廃止される
- 1937年（昭和12年）
9月 - 動員下令
9月16日 - 軍旗拝受
9月18日 - 編成完結、第13師団隷下となる
10月3日 - 上海に上陸、老陸宅、馬家宅などで戦う
12月12日 - 南京戦に参画
12月14日 - 幕府山事件
- 1939年（昭和14年） - 襄東作戦に参加
- 1940年（昭和15年）5月 - 宜昌作戦などに参加
- 1941年（昭和16年）9月 - 第二次長沙作戦に参加
- 1942年（昭和17年） - 湖北省各地で作戦する
- 1944年（昭和19年）4月 - 大陸打通作戦

　1944年（昭和19年）12月 - 第一大隊長田畑清久大尉(少尉候補者第15期、歩兵第3連隊附少尉で相沢三郎中佐処刑時の銃手)が戦死。
- 1945年（昭和20年）

5月 - 戦線縮小のため揚子江沿岸まで反転
8月 - 終戦
8月26日 - 軍旗奉焼

## 著名な所属者
- 石原莞爾 - 1909年末から1915年まで所属。連隊教官として訓練を施した。後に自著『戦争史大観』で「明治の末から大正の初めにかけての会津若松歩兵第六十五聯隊は、日本の軍隊中に於ても最も緊張した活気に満ちた聯隊であった。この聯隊は幹部を東北の各聯隊の嫌われ者を集めて新設されたのであったが、それが一致団結して訓練第一主義に徹底したのである。明治四十二年末、少尉任官とともに山形の歩兵第三十二聯隊から若松に転任した私は、私の一生中で最も愉快な年月を、大正四年の陸軍大学入学まで、この隊で過ごしたのである」と述懐している[3]。

## 歴代連隊長
| 第一次 |            |                        |                |
| 1      | 飯島亀     | 1907.10.22 - 1910.7.14 | 中佐、大佐昇進 |
| 2      | 大島新     | 1910.7.14 - 1913.8.22  |                |
| 3      | 山内正生   | 1913.8.22 -            | 中佐           |
| 4      | 平田豊三郎 | 1918.7.24 -            |                |
| 5      | 井上璞     | 1922.8.15 - 1925.5.1   |                |
| 第二次 |            |                        |                |
| 1      | 両角業作   | 1937.9.10 -            |                |
| 2      | 吉田弘     | 1938.12.10 -           |                |
| 3      | 立花芳夫   | 1939.10.2 -            |                |
| 4      | 桜井徳太郎 | 1942.8.1 -             |                |
| 5      | 伊藤義彦   | 1943.8.2 -             |                |
| 末     | 服部卓四郎 | 1945.2.12 -            |                |